# Copa Colsanitas 2014
Copa Colsanitas 2014 byl tenisový turnaj pořádaný jako součást ženského okruhu WTA Tour, který se hrál v Clubu Campestre El Rancho na otevřených antukových dvorcích. Konal se mezi 7. až 13. dubnem 2014 v kolumbijském hlavním městě Bogota jako sedmnáctý ročník turnaje.
Turnaj s rozpočtem 250 000 dolarů patřil do kategorie WTA International Tournaments. Nejvýše nasazenou hráčkou ve dvouhře byla opět srbská světová osmička Jelena Jankovićová, která jako obhájkyně titulu ve finále podlehla francouzské tenistce Caroline Garciaové.

## Ženská dvouhra

### Nasazení
| Stát          | Hráčka                      | WTA1) | Nasazení |
| ------------- | --------------------------- | ----- | -------- |
| Srbsko        | Jelena Jankovićová          | 8.    | 1.       |
| Spojené státy | Sloane Stephensová          | 18.   | 2.       |
| Itálie        | Karin Knappová              | 50.   | 3.       |
| Slovensko     | Anna Karolína Schmiedlová   | 66.   | 4.       |
| Francie       | Caroline Garciaová          | 71.   | 5.       |
| Spojené státy | Vania Kingová               | 72.   | 6.       |
| Argentina     | Paula Ormaecheaová          | 74.   | 7.       |
| Španělsko     | Lourdes Domínguezová Linová | 76.   | 8.       |

- 1) Žebříček WTA k 31. březnu 2014.

### Jiné formy účasti
Následující hráčky obdržely divokou kartu do hlavní soutěže:
- María Herazová Gonzálezová
- María Irigoyenová
- Yuliana Lizarazová

Následující hráčky postoupily z kvalifikace:
- Lara Arruabarrenová
- Nicole Gibbsová
- Florencia Molinerová
- Sachia Vickeryová
  -  Irina Chromačovová – jako šťastná poražená
  -  Sofia Šapatavová – jako šťastná poražená

### Odhlášení
před zahájením turnaje
- Estrella Cabezaová Candelaová
- Sharon Fichmanová (gastrointestinální onemocnění)
- Anna-Lena Friedsamová
- Olga Govorcovová (poranění levého kolena)
- Anabel Medinaová Garriguesová
- Mandy Minellaová
- Laura Robsonová
- Jaroslava Švedovová
- Ajla Tomljanovićová

## Ženská čtyřhra

### Nasazení
| Stát          | Hráčka                      | Stát         | Hráčka                    | WTA1) | Nasazení |
| ------------- | --------------------------- | ------------ | ------------------------- | ----- | -------- |
| Spojené státy | Vania Kingová               | Jižní Afrika | Chanelle Scheepersová     | 96.   | 1.       |
| Španělsko     | Lourdes Domínguezová Linová | Španělsko    | Arantxa Parra Santonjaová | 122.  | 2.       |
| Rumunsko      | Irina-Camelia Beguová       | Argentina    | María Irigoyenová         | 164.  | 3.       |
| Kanada        | Sharon Fichmanová           | Rusko        | Alexandra Panovová        | 184.  | 4.       |

- 1) Žebříček WTA k 31. březnu 2014; číslo je součtem umístění obou členek páru.

### Jiné formy účasti
Následující páry obdržely divokou kartu do hlavní soutěže:
- María Herazová Gonzálezová /  María Paulina Pérezová
- Paula Ormaecheaová /  Sloane Stephensová

Následující páry nastoupily do čtyřhry z pozice náhradníků:
- Anastasia Grymalská /  Christina Shakovetsová
- Chieh-Yu Hsu /  Elitsa Kostovová

### Odhlášení
před zahájením turnaje
- Teliana Pereirová (poranění stehna)
- Olivia Rogowská (poranění pravého stehna)

v průběhu turnaje
- Elitsa Kostovová (poranění pravého zápěstí)

## Přehled finále

### Ženská dvouhra
- Caroline Garciaová vs.  Jelena Jankovićová, 6–3, 6–4

### Ženská čtyřhra
- Lara Arruabarrenová /  Caroline Garciaová vs.  Vania Kingová /  Chanelle Scheepersová, 7–6(7–5), 6–4